# Selig (groupe)
Pour les articles homonymes, voir Selig.
Selig est un groupe allemand de rock, originaire de Hambourg.

## Histoire
En 1993, les membres forment le groupe Selig à Hambourg. En 1993, Selig obtient un contrat de distribution avec Epic et Sony Music, et enregistre son premier album Selig avec le producteur Franz Plasa, dont est extrait son premier single Sie hat geschrien en janvier 1994. L'album lui-même sort en mars, et se place à la 35e place du hit-parade allemand des albums, et à la 12e place du hit-parade autrichien. En février 1995, Selig reçoit un Echo pour la vidéo de Wenn ich wollte réalisée par le réalisateur René Eller.
En mai 1995, l'album Hier sort. Le futur single Bruderlos est un nouvel enregistrement de la chanson publiée en 1994 comme face B du single Sie hat geschrien. La chanson Bruderlos ne figure pas sur le premier pressage de l'album. Les cinq musiciens effectuent une tournée presque complète et participé à divers festivals tels que Rock am Ring, Strange Noise, etc. En février 1997, le groupe sort la bande-son de Knockin' on Heaven's Door. Pour les pistes instrumentales de la bande-son, ils utilisent le nom Digital Elvis and Zero. En juillet 1997, le groupe sort l'album Blender, qu'il enregistre à New York. Ils expérimentent avec des loops et s'orientent davantage vers la pop. Peu après l'enregistrement de Blender, Jan Plewka quitte le groupe, ce qui conduit à la séparation.
En janvier 1999, le groupe annonce officiellement sa dissolution et en décembre 1999, le double album best-of Für immer de Selig est publié. Christian Neander forme rapidement le groupe Kungfu, tandis que Plewka et Eggert forment Zinoba avec Marco Schmedtje. Jan Plewka forme ensuite un nouveau groupe appelé TempEau avec Stephan Eggert et Marek Harloff.
En août 2008, le groupe annonce son retour et est entré en studio. Le 6 mars 2009 sort le single Schau Schau et le 20 mars l'album Und Endlich Unendlich, douze ans après leur dernier album studio Blender. En même temps que la sortie de l'album, Selig se produit à nouveau en concert.
Le groupe participe au Bundesvision Song Contest 2010, qui se déroule le 1er octobre à Berlin, au nom du Land de Hambourg et se classe 8e avec 40 points. Le même jour, le nouvel album Von Ewigkeit zu Ewigkeit sort ; le premier single avec le titre homonyme sort le 10 septembre 2010. À la suite de la sortie de l'album, Selig repart en tournée.
En octobre 2014, Die Besten (1994-2014), un album contenant des chansons réenregistrées de l'histoire du groupe, est publié. À cette date, le groupe annonce également le départ du claviériste de longue date Malte Neumann pour des raisons personnelles et artistiques.

## Style musical
Si le premier album de Selig est encore marqué par le rock avec des influences grunge et un flair hippie, l'album Hier est beaucoup plus sombre. Selig qualifie alors son style de « hippie-metal ». Le style musical se durcit et devient moins pop, mais un peu plus expérimental que sur le premier album. Associé aux textes improvisés en studio, cela donnait l'impression d'un rock dur induit par la drogue. Avec le dernier album avant la séparation provisoire, intitulé Blender, Selig quitte ces sentiers. Le rock est abandonné sur une grande partie de l'album, remplacé par des éléments pop, et des expériences sont faites avec la musique électronique, les loops et les rythmes. Blender est considéré par les critiques comme la meilleure œuvre du groupe, mais le succès commercial n'est pas au rendez-vous. L'album Und Endlich Unendlich, tout comme les deux albums suivants, s'oriente à nouveau vers l'ancien style du groupe.

## Discographie
- 1994 : Selig (Epic Records)
- 1995 : hier: (Epic Records)
- 1997 : Blender (Sony Music)
- 2009 : Und endlich unendlich (Vertigo Records) ( Or x5)
- 2010 : Von Ewigkeit zu Ewigkeit (Universal Music)
- 2013 	: Magma (Vertigo Records)
- 2017 	: Kashmir Karma (Columbia Records)
- 2021 	: Myriaden (Universal Music)